# Etmopterus virens
Sagre vert
Espèce
Répartition géographique
Statut de conservation UICN

 LC  : Préoccupation mineure
Etmopterus virens, communément appelé le Sagre vert, est une espèce de requins de la famille des Etmopteridae.

## Systématique
L'espèce Etmopterus virens a été initialement décrite en 1953 par les ichtyologistes américains Henry Bryant Bigelow (1879-1967), William Charles Schroeder (1895-1977) et Stewart Springer (1906-1991).

## Distribution et habitat
Le Sagre vert est présent au Texas, en Floride, à Cuba et également au large de la péninsule du Yucatan. On le trouve également au large du Honduras, du Nicaragua et du Panama, au Venezuela et peut-être au Brésil. Cette espèce vit à une profondeur comprise entre 196 et 915 m,.

## Description

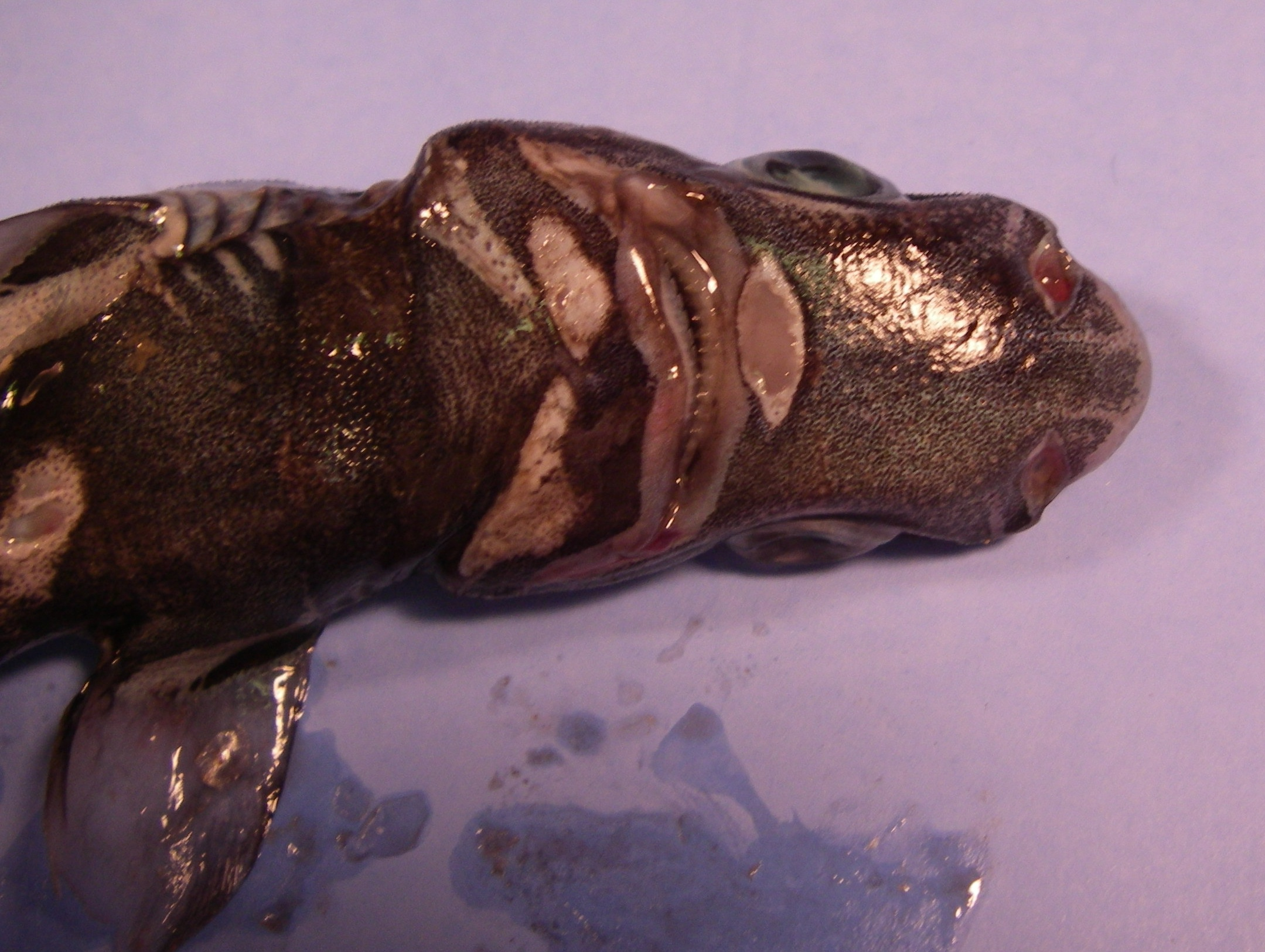
Face ventrale.

Etmopterus virens mesure jusqu'à 23 cm de longueur totale. Son corps est allongé, avec un museau court et une longue nageoire caudale. Ses yeux sont grands et de forme ovale. Sa nageoire anale est absente. Son dos est brun foncé ou gris, son museau et le dessous de son corps sont noirs. De fines marques noires contenant des photophores sont présentes sur sa queue.

## Publication originale
- (en) Henry B. Bigelow, William C. Schroeder et Stewart Springer, « New and little known sharks from the Atlantic and from the Gulf of Mexico », Bulletin of the Museum of Comparative Zoology, Cambridge, Musée de Zoologie comparée, vol. 109, no 3,‎ juillet 1953, p. 213-276 (ISSN 0027-4100 et 1938-2987, OCLC 1641426, lire en ligne).